# Dattelhof
Dattelhof ist ein Gemeindeteil des Marktes Dürrwangen im Landkreis Ansbach (Mittelfranken, Bayern). Dattelhof liegt in der Gemarkung Haslach.

## Geografie
Die Einöde bildet mit dem südlich gelegenen Haslach eine geschlossene Siedlung. Der Ort liegt am Hofwiesbach, der etwas weiter nordöstlich als rechter Zufluss in das Hühnerbächlein mündet, der seinerseits ein rechter Zufluss der Sulzach ist.

## Geschichte
Die Fraisch war strittig zwischen dem ansbachischen Oberamt Wassertrüdingen und dem oettingen-spielbergischen Oberamt Dürrwangen. Gegen Ende des 18. Jahrhunderts gab es eine Untertansfamilie, die auf dem Hofgütlein saß. Grundherr des Anwesens war das Obervogteiamt Dinkelsbühl des Deutschen Ordens. Von 1797 bis 1808 unterstand der Ort dem Justiz- und Kammeramt Wassertrüdingen.
Infolge des Gemeindeedikts wurde Dattelhof 1809 dem Steuerdistrikt Dürrwangen und der Ruralgemeinde Halsbach zugeordnet. Mit dem Zweiten Gemeindeedikt (1818) wurde dieser in die neu gebildete Ruralgemeinde Haslach umgemeindet. Am 1. Mai 1978 wurde Dattelhof im Zuge der Gebietsreform in Bayern nach Dürrwangen eingegliedert.

### Einwohnerentwicklung
| Jahr      | 001818 | 001840 | 001861 | 001871 | 001885 | 001900 | 001925 | 001950 | 001961 | 001970 | 001987 | 001995 | 002005 | 002011 | 002017 |
| Einwohner | 6      | 5      | *      | 5      | 6      | 5      | 5      | 6      | 5      | 5      | *      | 3      | 5      | 5      | 5      |
| Häuser    | 1      | 1      |        |        | 1      | 1      | 1      | 1      | 1      |        | *      |        |        |        |        |
| Quelle    | [ 12 ] | [ 13 ] | [ 14 ] | [ 15 ] | [ 16 ] | [ 17 ] | [ 18 ] | [ 19 ] | [ 20 ] | [ 21 ] | [ 22 ] |        |        |        | [ 1 ]  |

## Religion
Der Ort ist römisch-katholisch geprägt und bis heute nach St. Peter und Paul (Halsbach) gepfarrt. Die Protestanten sind nach Zur Lieben Frau (Dorfkemmathen) gepfarrt.